# 萊萊什蒂鄉
45°06′N 23°12′E / 45.100°N 23.200°E
萊萊什蒂鄉（羅馬尼亞語：Comuna Lelești, Gorj），是羅馬尼亞的鄉份，位於該國西南部，由戈爾日縣負責管轄，面積30平方公里，海拔高度296米，2007年人口1,803，人口密度每平方公里60人。